# Колыбельная (роман)
«Колыбе́льная» (англ. Lullaby) — роман Чака Паланика, опубликованный в 2002 году.

## Сюжет
События начинаются с того, что репортёр Карл Стрейтор начинает исследовать Синдром внезапной смерти младенцев. Они умирают в колыбельке или даже на руках у родителей. Как потом выясняет репортёр, они умирают после того, как им прочтут старинную африканскую колыбельную из сборника «Стихи и потешки со всего мира». Эту песню читали своим детям, когда племя перерастало границы своего местообитания, её читали безнадёжно больным или раненым воинам, чтобы те умерли без мук. Песня действует до сих пор, от неё умирает редактор репортёра, его вечно шумящий сосед сверху и просто прохожие, помешавшие идти ему по улице.
С другой стороны в романе существует хитроумный риэлтор Элен Гувер Бойль. Она тоже знает заклинание и уже пользовалась им в своих целях. Вообще, у неё много странностей, как и у всех практичных, но чудовищных героев Паланика. Например, она специализируется на домах, заселённых призраками или полтергейстом. Она приобрела исключительное право на их продажу. Это очень выгодно, поскольку хозяева домов меняются каждые два месяца. Затем она приходит в магазины со старинной мебелью, где откручивает у неё ручки и другие блестящие металлические части, царапает лакированные поверхности. В итоге она покупает мебель по её «истинной» цене без учёта её возраста и воссоединяет с утраченными частями.
Из библиотеки Конгресса экземпляр книги достаёт знакомый Стрейтора полицейский врач Нэш и пользуется заклинанием, чтобы достичь извращённой близости с многочисленными манекенщицами. Стрейтор и Бойль вместе с секретаршей Элен Моной, увлекающейся магией, и парнем Моны по кличке Устрица, помешанном на экологии, — едут уничтожать оставшиеся экземпляры «Потешек». Впоследствии они хотят выйти на главную колдовскую книгу, откуда была списана колыбельная — Гримуар. И каждый со своей целью. Карл Стрейтор хочет уничтожить Гримуар. Элен Бойль мечтает стать всемогущей и воскресить своего сына, убитого колыбельной. А Мона и Устрица мечтают стать новыми Адамом и Евой на нашей грешной земле. В конце книги с помощью заклинания контроля чужого тела, найденного в Гримуаре, Устрица завладевает Элен и наносит ей несовместимые с жизнью повреждения. Стрейтор читает ей «баюльную песню», чтобы избавить от страданий. После смерти её разум с помощью заклинания переселяется в ирландца-полицейского, случайно бывшего поблизости.
Параллельно основной линии описываются события, происходящие после окончания книги — Карл Стрейтор и ирландец-полицейский (Сержант) охотятся за Моной и Устрицей, использующими магию в своих целях.

## Отзывы критиков
Ключевым слово здесь является «вообрази». Это не история, написанная Палаником; фактическое содержание романа — от размолвки между четырьмя персонажами до их путешествия — кажется внутренним переосмыслением. Представьте себе последовательность мыслей Карла, главного героя, они будто бы шаг к более эпическому роману.

- Стивен Поул 
Мистика, рассматриваемая сквозь призму эстетики смерти, преобразуется в контексте реальной жизни. Это формирует неопределенность, культ неясностей, ошибок, пропусков. Из-за возникновения подобного явления возникает преобразование действительности. Сам автор указывает на деформацию: «Магия есть обращение необходимой энергии на достижение естественных сдвигов» … Полиморфия ценностей и идеалов заставляет Ч.Паланика задаться вопросом: «Мы убиваем людей для спасения жизней? Мы сжигаем книги, чтобы спасти книги?» 
- Е. Р. Чемезова 
Кроме того, довольно частый приём в романе «Колыбельная» – самоцитирование. Именно поэтому стилистические и сюжетные повторы, «переклички», рефреном звучащие фразы формируют многоуровневую композицию текста романа. Практически в каждой главе автор представляет небольшие объявления из газет, сформулированные одинаково: «Если ваша собака, купленная на указанной ферме, оказалась больна бешенством, звоните по указанному телефону и объединяйтесь с другими такими же пострадавшими, чтобы подать коллективный иск в суд». Но такие повторяющиеся части не делают произведение примитивней, а, напротив, представляют собой знак, сигнализирующий о том, что далее последует важное сообщение для поиска очередной копии Гримуара, содержащей баюльную песню. Многоуровневость текста выражается также в том, что в романе Ч. Паланика «Колыбельная» ни разу подробно не описывается процесс убийства. Главный герой лишь говорит, что «баюльная песня звучит у меня в голове, и в трубке вдруг – тишина».
- Е. Р. Чемезова